# Каштановый длиннохвостый голубь
Каштановый длиннохвостый голубь (лат. Reinwardtoena reinwardti) — вид птиц из семейства голубиных. Выделяют три подвида.

## Название
Видовое название присвоено в честь голландского натуралиста Каспара Георга Карла Рейнвардта. В его же честь назван и род птиц, к которому принадлежит данный вид.

## Распространение
Обитают на Молуккских островах и Новой Гвинее.

## Описание
Длина тела 47.5-52.5 см. Вес 208—305 г. Хвост очень длинный. Шея, грудка и низ тела бледно-голубовато-серые, более темные на боках и подхвостье, горло белое. Перья на грудке часто в разводах розового цвета с бахромой, кремово-белого или белого цвета; мантия, спинка, круп, надхвостье густо-каштановые, кроющие крыльев и лопатки темно-каштановые. Цвет радужных оболочек желтовато-белый или розовый с красным внешним кольцом, кожа вокруг глаз от пурпурно-розового до винно-красного цвета. Клюв коричневый дистально, иногда с белым кончиком; основание темно-красное до пурпурно-розового. Ноги красные, розовые или пурпурно-красные. Скорее всего, представителей вида можно спутать с Macropygia amboinensis меньшего размера, которые обычно имеют бордовый оттенок на нижней стороне тела, более темный с перемычкой и менее контрастный с менее богато окрашенным верхом. Кожа вокруг глаз у самок может быть более тусклой или коричневато-красной, а радужные оболочки более желтоватыми.

## Биология
Питаются разнообразными мелкими семенами и фруктами; в некоторых желудках были найдены камешки.
В кладке одно белое яйцо.